# Last vision for last
「Last vision for last」（ラスト・ヴィジョン・フォア・ラスト）は、飛蘭の6枚目のシングル。2010年10月27日にLantisから発売された。

## 解説
表題曲「Last vision for last」は、ロックテイスト溢れるスリリングなナンバーで、テレビアニメ『百花繚乱 サムライガールズ』のオープニングテーマとして使用された。なお本作で初めて連続リリースを試みている。

## 収録曲
（全作詞：畑亜貴）
1. Last vision for last [4:17]
作曲・編曲：上松範康（Elements Garden）
  - テレビアニメ『百花繚乱 サムライガールズ』オープニングテーマ
2. しずかな蜜より赤い蜜 [3:59]
作曲・編曲：藤間仁（Elements Garden）
  - テレビアニメ『百花繚乱 サムライガールズ』イメージソング
3. Last vision for last（off vocal）
4. しずかな蜜より赤い蜜（off vocal）

## 収録アルバム
| 曲名                 | 収録アルバム | 発売日        | 備考                  |
| -------------------- | ------------ | ------------- | --------------------- |
| Last vision for last | 『ALIVE』    | 2011年9月21日 | 2ndオリジナルアルバム |
| しずかな蜜より赤い蜜 | 『ALIVE』    | 2011年9月21日 | 2ndオリジナルアルバム |